# Ganso Gandy
Gandy el Ganso o el Ganso Gandy (Gandy Goose en inglés) es un personaje clásico de las caricaturas Terrytoons. Frecuentemente aparece junto con su amigo, el gato negro Sourpuss (así fue por primera vez en el corto Hook Link and Sinker de 1939). La primera aparición de Sourpuss fue en la caricatura de 1939 The Owl and the Pussycat, y tuvo apariciones sin Gandy en los cortos How Wet Was My Ocean (1940), Fishing Made Easy (1941), y A Torrid Toreador (1942).
Los Estados Unidos utilizaron a Gandy para promover el esfuerzo de guerra durante la Segunda Guerra Mundial. El ganso Gandy se unió al Ejército de los Estados Unidos en la caricatura de 1941 Flying Fever y también en The Home Guard.
El ganso Gandy apareció en un total de 54 caricaturas entre 1938 y 1955. También hizo un par de apariciones en la serie Las nuevas aventuras de Super Ratón (1987-88). Hay un personaje que recuerda a Gandy en el final de la película de 1988 ¿Quién engañó a Roger Rabbit?.

## Apariciones

### Historietas y cómics
- Terry-Toons Comics (1942) (Marvel)
- Terry-Toons Comics (1947) (St. Johns Publishing Co.)
- Paul Terry's Comics (1951) (St. Johns Publishing Co.)
- Paul Terry's Mighty Mouse Album (1952) (St. Johns Publishing Co.)
- Gandy Goose (1953) (St. Johns Publishing Co.)
- Gandy Goose (1956) (Pines Comics)
- Paul Terry's Mighty Mouse (1956) (Pines Comics)
- Mighty Mouse (1957) (Pines Comics)
- New Terrytoons (1962) (Gold Key)
- Mighty Mouse and Friends Holiday Special (1987) (Cameo)

### Cortometrajes animados
El ganso Gandy apareció en total de 54 cortometrajes animados, el último Barnyard Actor en 1955.
- Gandy the Goose (4 de marzo de 1938)
- Goose Flies High (9 de septiembre de 1938)
- Doomsday (16 de diciembre de 1938)
- The Frame-Up (30 de diciembre de 1938)
- G-Man Jitters (10 de marzo de 1939)
- A Bully Romance (16 de junio de 1939)
- Barnyard Baseball (14 de julio de 1939)
- Hook, Line and Sinker (8 de septiembre de 1939)
- The Hitchhiker (1 de diciembre de 1939)
- It Must Be Love (5 de abril de 1940)
- The Magic Pencil (15 de noviembre de 1940)
- The Home Guard (7 de marzo de 1941)
- Good Old Irish Tunes (27 de junio de 1941)
- The One Man Navy (5 de septiembre de 1941)
- Slap Happy Hunters (31 de octubre de 1941)
- Flying Fever (26 de diciembre de 1941)
- Sham Battle Shenanigans (20 de marzo de 1942)
- The Night (17 de abril de 1942)
- Lights Out (17 de abril de 1942)
- Tricky Business (1 de mayo de 1942)
- The Outpost (10 de julio de 1942)
- Tire Trouble (24 de julio de 1942)
- Night Life in the Army (12 de octubre de 1942)
- Scrap for Victory (22 de enero de 1943)
- Barnyard Blackout (5 de marzo de 1943)
- The Last Round Up (14 de mayo de 1943)
- Camouflage (27 de agosto de 1943)
- Somewhere in Egypt (17 de septiembre de 1943
- Aladdin's Lamp (22 de octubre de 1943)
- The Frog and the Princess (7 de abril de 1944)
- My Boy Johnny (12 de mayo de 1944)
- Carmen's Veranda (28 de julio de 1944)
- The Ghost Town (22 de septiembre de 1944)
- Gandy's Dream Girl (8 de diciembre de 1944)
- Post War Inventions (23 de marzo de 1945)
- Fisherman's Luck (23 de marzo de 1945)
- Mother Goose Nightmare (4 de mayo de 1945)
- Aesop Fable: The Mosquito (29 de junio de 1945)
- Who's Who in the Jungle (19 de octubre de 1945)
- The Exterminator (23 de noviembre de 1945)
- Fortune Hunters (8 de febrero de 1946)
- It's All in the Stars (12 de abril de 1946)
- The Golden Hen (24 de mayo de 1946)
- Peace-Time Football (19 de julio de 1946)
- Mexican Baseball (14 de marzo de 1947)
- The Chipper Chipmunk (9 de marzo de 1948)
- Dingbat Land (1 de febrero de 1949)
- The Covered Pushcart (26 de agosto de 1949)
- Comic Book Land (23 de diciembre de 1949)
- Dream Walking (9 de junio de 1950)
- Wide Open Spaces (1 de noviembre de 1950)
- Songs of Erin (25 de febrero de 1951)
- Spring Fever (18 de marzo de 1951)
- Barnyard Actor (25 de enero de 1955)

### Televisión y películas
- Mighty Mouse: The New Adventures (1987-1988) : Gandy Goose hace solo en episodio, cuando fue congelado, no está a Sourpuss, pero podrá el super ratón detenerlo para rescatarlo.

- Who Framed Roger Rabbit? (1988) : Gandy Goose (o un personaje similar) hace un cameo en la escena Final.